# Johann Friedrich Walther

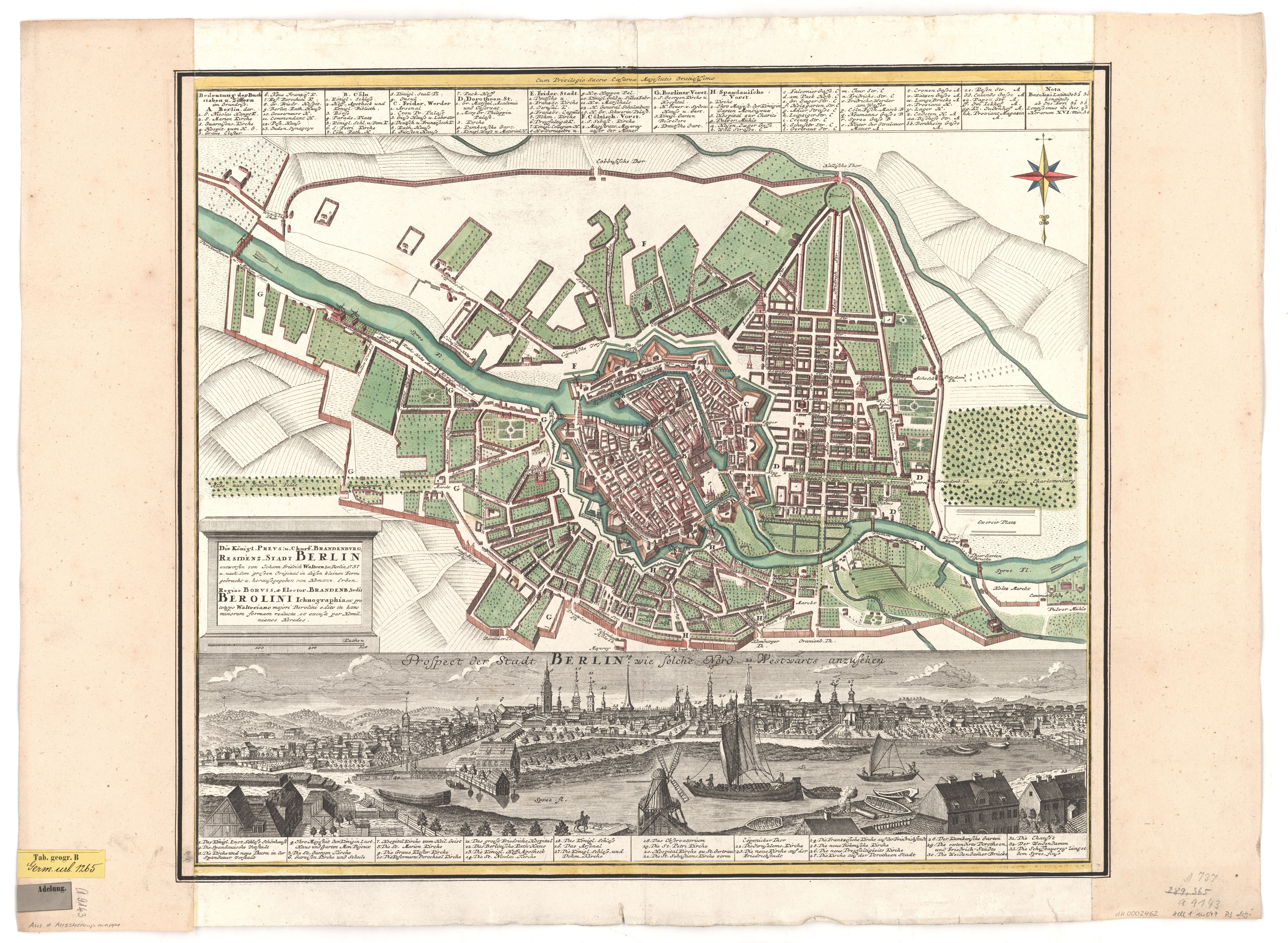
Die Königl. Preus: u. Churf. Brandenb. Residenz – Stadt Berlin entworfen von Johann Fridrich Walthern zu Berlin 1737

Johann Friedrich Walther (* 14. Juni 1695 in Berlin; † 29. Juli 1776 ebenda) war ein deutscher Lehrer, Organist und Zeichner.

## Leben
Walther war Schüler und von 1716 bis 1747 Lehrer an der Garnisonschule in Berlin. 1716 wurde er als Nachfolger von Johann Martin Weiß auch Organist der Schule. 1722 wurde ihm die Orgel der neuen Garnisonkirche anvertraut. Neben seiner hauptberuflichen Tätigkeit hat er Bücher geschrieben und diese mit eigenen Zeichnungen versehen. Er veröffentlichte 1737 eine erste Geschichte der Garnisonkirche und 1757 der Sebastianskirche. 1747 wurde Walther Kämmerer.

## Werke
Walther erstellte zahlreiche Zeichnungen und Pläne, die den führenden Kupferstechern seiner Zeit als Vorlagen dienten. Bekannt sind seine Zeichnungen der Bauten Martin Grünbergs und anderer Architekten Berlins.
- Die, In der Königl. Garnison-Kirche zu Berlin, befindliche Neue Orgel, Wie selbige, Nach ihrer äussern und innern Beschaffenheit erbauet, Mit wenigem beschrieben, Und Nebst einer kurtzen Vorrede, Vom Gebrauch, Kunst und Vortreflichkeit der Orgeln, zum Druck übergeben. Berlin 1726 (online [PDF; 147 kB]).
- Die gute Hand Gottes über Die Garnison-Kirch- und Schul-Anstallten, in der Königlichen Preußischen Residentz Berlin, Oder Historische Nachricht Wenn und wie die Garnison-Kirche und Schule zuerst gestifftet und Deroselben Anstallten unter Göttlichen Segen bis auf gegenwärtige Zeit erhalten worden ... Berlin 1737 (online).